# Погост Спас на Сози
Погост Спас на Сози до середины XX века состоял из двух церквей: деревянной Спасо-Преображенской церкви (старой) и каменной Спасо-Преображенской церкви (новой). В настоящее время деревянная церковь находится в архитектурно-этнографическом музее «Василёво», а от каменного храма осталась колокольня и часть трапезной.

## История
Изначально, как говорится в «жалованной грамоте Отрочу моностырю», в XIV—XV веках здесь находился монастырь. Он назывался Спасский на Сози (или, как указано в грамоте, на Зьзях) и был приписан к тверскому Отрочу монастырю. К началу XIX в. на погосте Спас на Сози существовало две церкви, изначально они были деревянными: первая — во имя Спаса Преображения (позднее Вознесения Господня) 1728—1732 гг. постройки и вторая — во имя Николая Чудотворца, построенная в 1796 г.

## Храм Преображения Господня
Церковь Николая Чудотворца была построена в 1796 г. В 1832—1833 гг. построена новая каменная церковь на средства коллежского П. М. Азанчевского по проекту архитектора И. Ф. Львова. Работу вёл местный крестьянин по имени Сила Васильев.
Храм сделан из кирпича, отштукатурен с белокаменным цоколем и деталями. Фасады приделов следуют традициям позднего классицизма, хотя в их декоре заметны и мотивы эклектики.
В 1843 г. была возведена двухъярусная колокольня. В 1866—1868 гг. была построена более обширная трапезная, а колокольня надстроена третьим ярусом. Под храмом была построена усыпальница. Она служила для погребения представителей рода Азанчевских.
Известно, что в 1950-е г. храм был разрушен. Осталась только колокольня, которая состоит из трёх ярусов и трапезная с полукруглыми апсидами. На вершине колокольни осталась купольная кровля с луковичной главкой. Помещение трапезной перекрыты крестовыми сводами.
Храм построен в характерной для тверского региона сельской архитектуры позднего классицизма.
До конца XX в. в помещении сохранялась масляная живопись, которая датируется второй половиной XIX века. На центральном своде располагались сюжеты христологического цикла. На южном своде располагались сюжеты из жития Божьей Матери, а на северном из жития святителя Николая.

## Церковь Спаса Преображения (деревянная)
Эта церковь являлась частью погоста Спас на Сози. Построена была в 1732 г. из сосновых брёвен. Её относят к типу «клетских» церквей. В середине XX века находилась в плохом состоянии и была отреставрирована в 1975—1977 г.
Она представляет собой высокий четверик с двухскатной кровлей, увенчанной барабаном с луковичной главкой и крестом. На востоке находится пятигранная апсида. С севера и запада пристроены крытые галереи с резными фигурными консолями.
В 1975 г. церковь разобрали и перевезли в д. Василёво Торжокского района Тверской области. Сейчас она является памятником деревянного зодчества и помещена в архитектурно-этнографический музей. Этот музей был создан с целью сохранения памятников деревянного зодчества.
Данная церковь является объектом культурного наследия федерального значения.